# Carrières-sur-Seine
Carrières-sur-Seine ist eine französische Gemeinde mit 15.002 Einwohnern (Stand 1. Januar 2022) im Département Yvelines in der Region Île-de-France. Sie ist Teil des Arrondissements Saint-Germain-en-Laye und gehört zum Kanton Houilles. Die Einwohner werden Carrillons genannt.

## Geografie

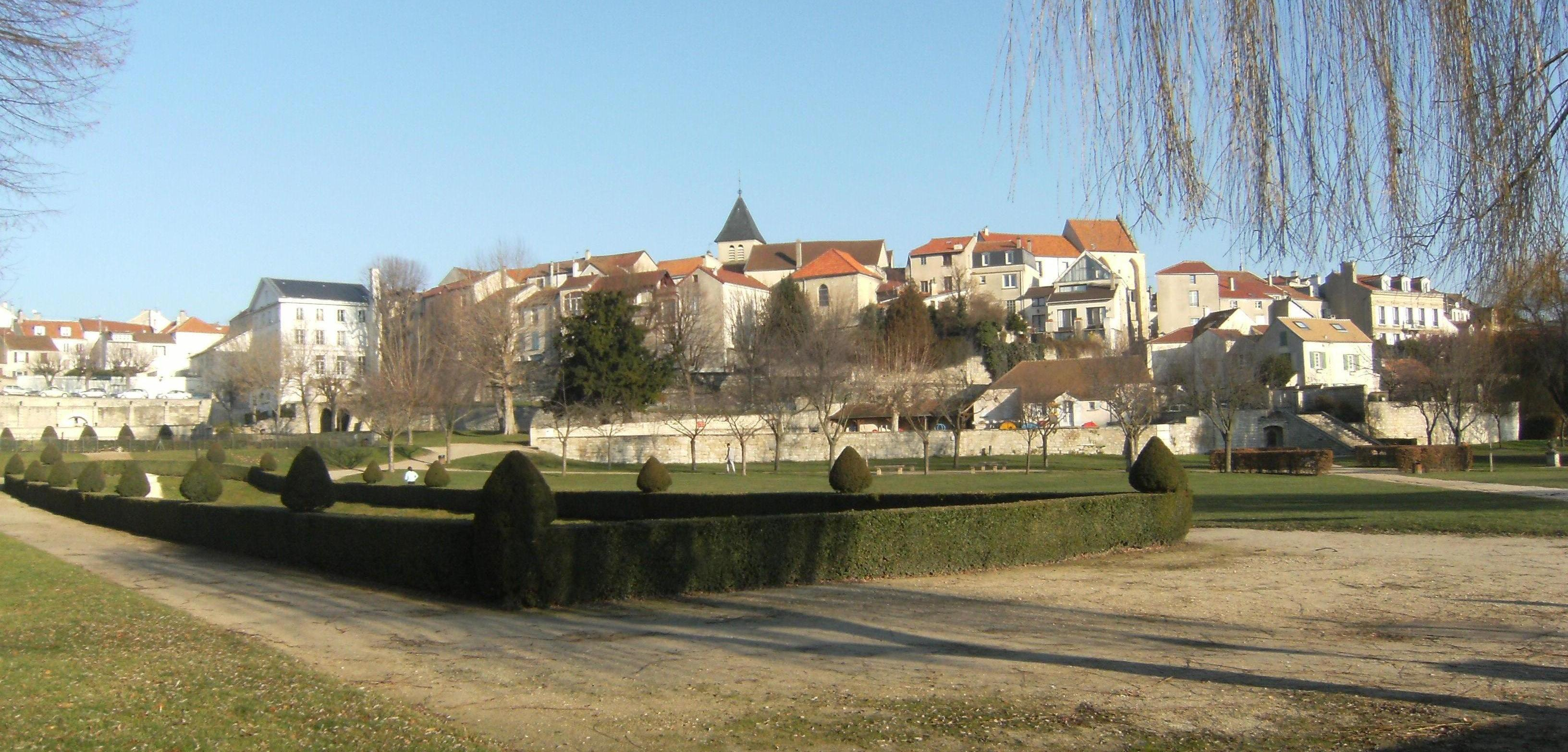
Blick vom Park um die Mairie auf die Gemeinde

Carrières-sur-Seine liegt im Westen von Paris an der Seine. Im Norden grenzt die Gemeinde Houilles an Carrières-sur-Seine. Bezons (Département Val-d’Oise) liegt im Osten, Nanterre (Département Hauts-de-Seine) im Südosten, Chatou im Südwesten, Montesson im Westen und Sartrouville im Nordwesten.

## Geschichte
In der römischen Antike wurde die Gegend Quadraria genannt. Zerstört wurden die Siedlungen durch den Einfall der Wikinger im 9. Jahrhundert.
1137 gründete Suger von Saint-Denis den Ort neu. In den Schriften taucht der Ort als Carrières-Saint-Denis auf.
1250 wurde die Zehntscheune errichtet, 1425 wird erstmals die Mühle von Carrières erwähnt.
1629 wurde der Pont de Chatou über die Seine gebaut.
In Carrières-sur-Seine besaß der Pariser Kriegsprofiteur und Nazi-Kollaborateur Mandel Szkolnikoff (1895–1945) während des Zweiten Weltkriegs ein Landgut.

## Verkehr
Der Bahnhof Houilles–Carrières-sur-Seine befindet sich an der Bahnstrecke Paris–Le Havre. Die Anlage wurde 1843 von der Compagnie du chemin de fer de Paris à Rouen eröffnet.

## Sehenswürdigkeiten
Siehe auch: Liste der Monuments historiques in Carrières-sur-Seine
Die Kirche Saint-Jean-Baptiste im historischen Zentrum Carrières und die Kirche Notre-Dame-du-Réveil-Martin an der Gemeindegrenze zu Houilles sind als kirchliche Bauwerke zu erwähnen. Aber auch die Reste der Zehntscheune und die Teile der Abtei sind sehenswert.

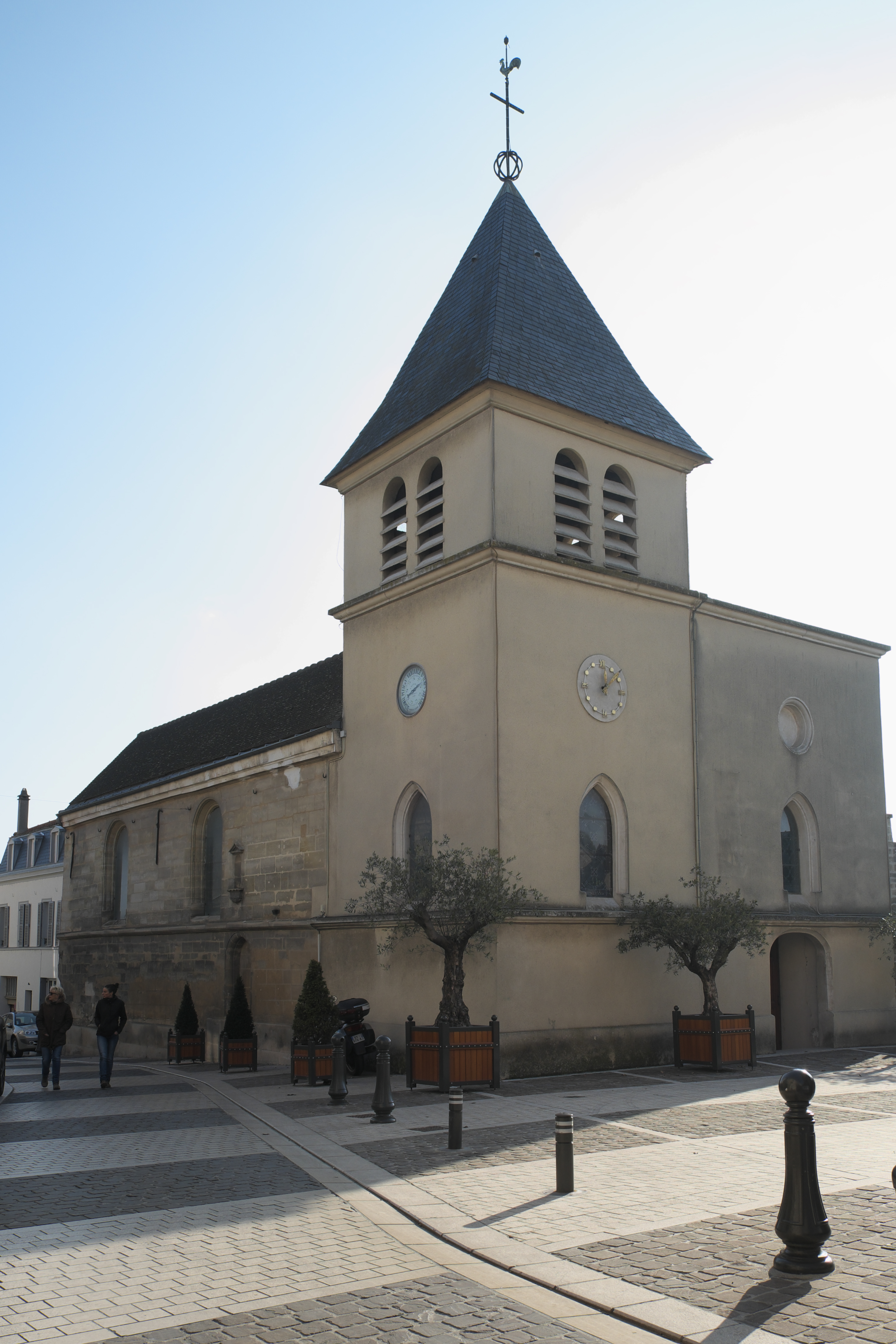
Pfarrkirche Saint-Jean-Baptiste
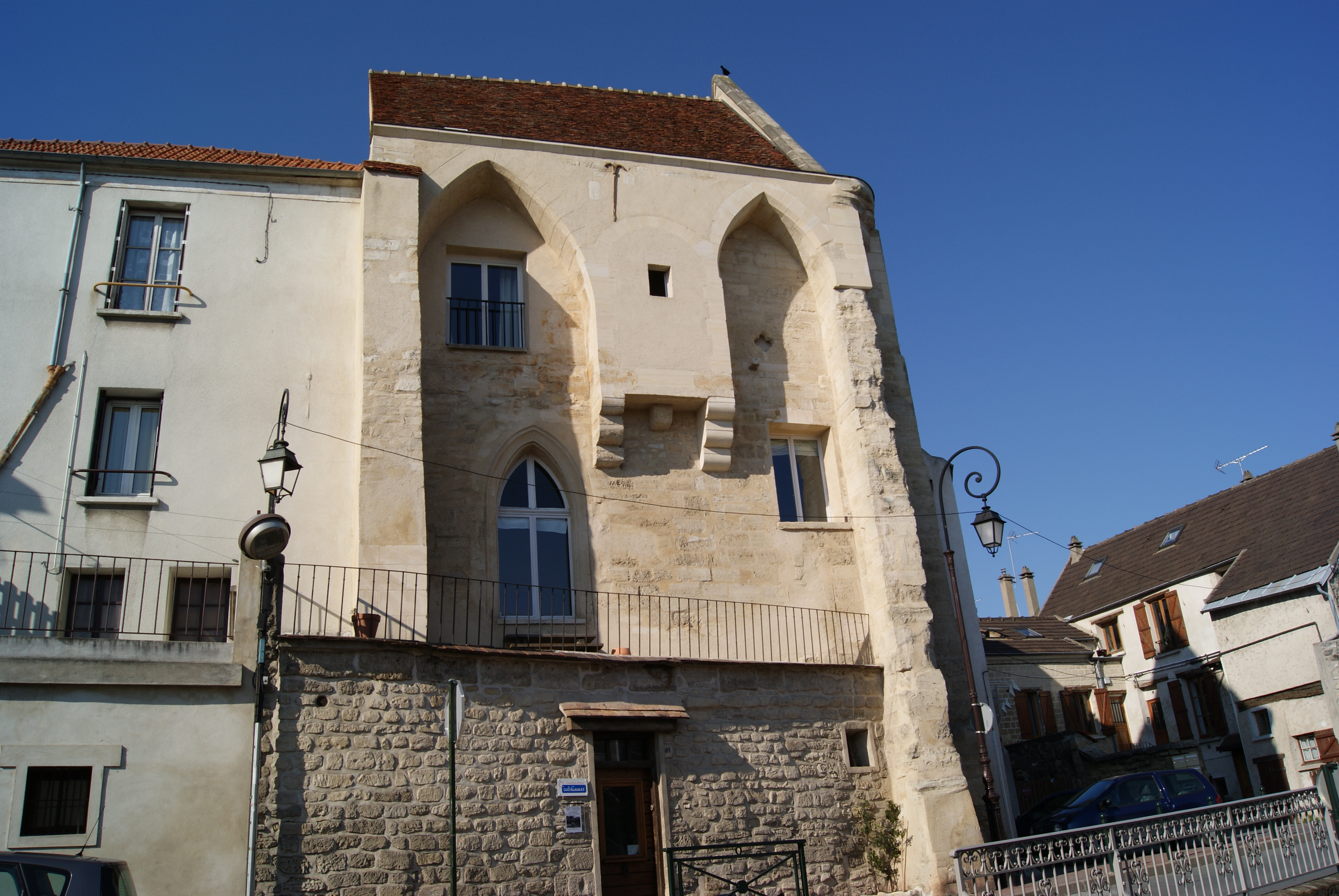
Reste der früheren Abtei in Carrières-sur-Seine

## Persönlichkeiten
- Claude-Max Lochu (* 1951), Maler
- Philippe Candeloro (* 1972), Eiskunstläufer
- Gérard Blanc (1947–2009), Musiker

## Gemeindepartnerschaften
- Grünstadt, Rheinland-Pfalz, Deutschland, seit 1973